# 810
El 810 (DCCCX) fou un any comú començat en dimarts del calendari julià.

## Esdeveniments
- Atemptat fallit contra Nicèfor I el Logoteta.[1]
- Els búlgars derroten els àvars de Pannònia.[2]

## Necrològiques
- Pipí d'Itàlia.[3]